# Präsidentschaftswahl in Polen 1933
Die Präsidentschaftswahl in Polen 1933 war die fünfte und letzte Wahl des Staatsoberhaupts in Vorkriegspolen. Am 8. Mai 1933 hat in Warschau die Nationalversammlung den Amtsinhaber Ignacy Mościcki für eine zweite siebenjährige Amtszeit zum Präsidenten der Republik Polen gewählt.

## Hintergrund
Seit der letzten Wahl am 1. Juni 1926 wurde die Nationalversammlung von den Anhängern des Autokraten Józef Piłsudski dominiert. Auf seine Anweisung sollte der Amtsinhaber über drei Wochen vor Ablauf der Amtszeit wiedergewählt werden. Die Oppositionsparteien boykottierten daher die für den 8. Mai 1933 ausgerufene Sitzung, um die undemokratischen Handlungen Piłsudskis nicht legitimieren zu müssen.

## Die Wahl

### Der Amtsinhaber und Kandidat

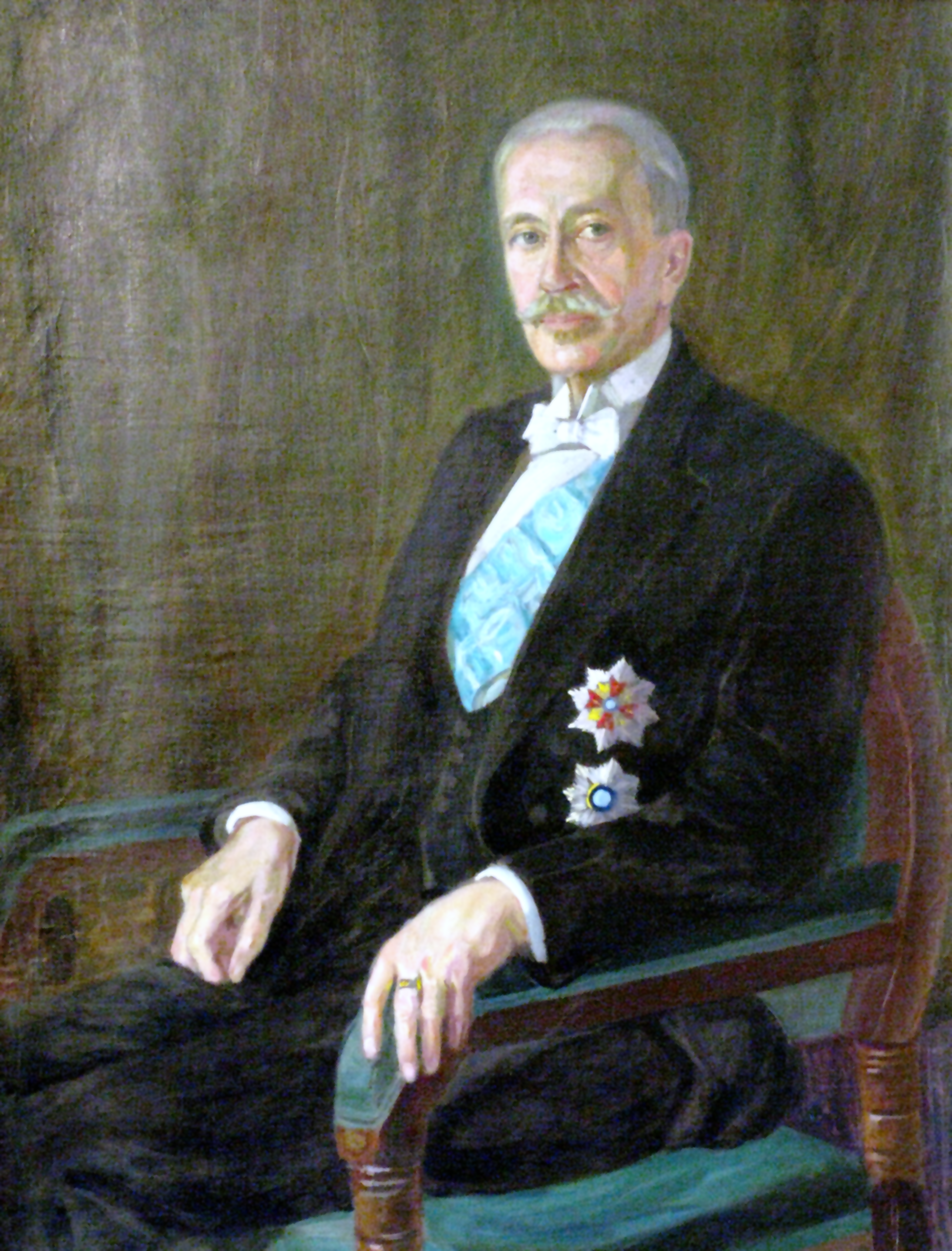
Ignacy Mościcki

Als einziger Kandidat für die Wahl des Präsidenten der Republik Polen stand Ignacy Mościcki zur Wahl. Der Chemiker, Professor der Technischen Universität Warschau im Ruhestand und ehemaliger Unternehmer war seit 1926 Amtsinhaber. Der Wahlvorschlag wurde formal vom Abgeordneten Walery Sławek eingereicht.

### Die Abstimmung
Unter dem Vorsitz des Sejmmarschalls Kazimierz Świtalski fand die geheime Wahl in der seit 1922 siebten (und abgesehen von der Vereidigung des Präsidenten am Folgetag – bis 1989 letzten) Sitzung der Nationalversammlung durch Wahlzetteleinwurf statt. 212 der insgesamt 555 Mitglieder zählenden Nationalversammlung waren nicht anwesend. Während der Anwesenheitsprüfung übernahm vorläufig der Senatsmarschall Władysław Raczkiewicz den Vorsitz.
| Wahlgang                                                     | Kandidat          | Stimmenzahl | %      | Unterstützende Parteien                      |
| ------------------------------------------------------------ | ----------------- | ----------- | ------ | -------------------------------------------- |
| 1. Wahlgang                                                  | Ignacy Mościcki   | 332         | 96,8 % | Parteiloser Block der Regierungsunterstützer |
| 1. Wahlgang                                                  | Ungültige Stimmen | 11          | 3,2 %  |                                              |
| Somit wurde Ignacy Mościcki ohne Gegenstimmen wiedergewählt. |                   |             |        |                                              |

## Nach der Wahl
Am Folgetag um 12:00 Uhr wurde Mościcki im Warschauer Königsschloss für eine zweite siebenjährige Amtszeit vereidigt. Nach der Verabschiedung der neuen Verfassung im April 1935, die den Staatspräsidenten mit weitgehenden Befugnissen ausstattete, sollte er gemäß dem von Anhängern Marschall Piłsudskis erdachten Szenario das Amt zugunsten von Oberst Walery Sławek räumen. Der rasche Tod des Marschalls verhinderte jedoch diese Pläne und Mościcki blieb bis 1939 im Amt, als ihn der Ausbruch des Zweiten Weltkrieges und die Internierung in Rumänien zum Amtsverzicht zwang.